# Giuseppe Santonico
Giuseppe Santonico (Isola del Liri, 5 giugno 1944 – Isola del Liri, 16 aprile 2024) è stato un calciatore italiano, di ruolo attaccante.

## Carriera
Iniziò la carriera giocando per due stagioni nella Prima Categoria laziale (all'epoca il massimo livello regionale del campionato italiano) con l'Isola Liri per poi trascorrere la stagione 1964-1965 alla Lazio in Serie A (senza tuttavia di fatto mai giocare partite ufficiali con il club biancoceleste); dal 1964 al 1967 giocò alla Reggina, con cui prima vinse un campionato di Serie C e poi trascorse due stagioni consecutive in Serie B, per complessive 77 presenze e 17 reti in incontri di campionato. Passò poi all'Atalanta, con cui nella stagione 1967-1968 realizzò una rete in 4 presenze in Serie A (furono le sue uniche presenze in carriera in questa categoria). Nella stagione 1968-1969 mise a segno 3 reti in 26 presenze nel campionato di Serie B con la maglia del Livorno.

## Palmarès

### Club

#### Competizioni nazionali
- Serie C: 1

Reggina: 1964-1965